# Томас Ґунст
Томас Ґунст (нім. Thomas Gunst, 26 липня 1959) — німецький хокеїст на траві.
Срібний призер Олімпійських Ігор 1984 року.